# Latin American Music Awards de 2024
A 9.ª edição anual do Latin American Music Awards homenageou os melhores artistas da indústria da música latina de 2023, votados pelo público. A cerimônia foi realizada em 25 de abril de 2025, na MGM Grand Arena, em Las Vegas, Nevada, nos Estados Unidos, e foi transmitida pela Univision, UniMás, Galavisión e ViX. Foi apresentada pela cantora e atriz mexicana Thalía, pela apresentadora mexicana Alejandra Espinoza, pelo ator e músico porto-riquenho Carlos Ponce e pela cantora estadunidense Becky G. As indicações foram anunciadas em 19 de março de 2024.

## Indicados
Os indicados para o Latin American Music Awards de 2024 foram anunciados em 19 de março de 2024; o cantor colombiano Feid e o cantor mexicano Peso Pluma lideraram as indicações com doze cada, seguidos por Bad Bunny e Grupo Frontera com onze, Karol G e Shakira com nove, e Eslabon Armado e Fuerza Regida com oito. Feid e Karol G foram os mais premiados, cada um vencendo seis prêmios.
Os vencedores estão listados em primeiro e destacados em negrito.
| Artista do Ano | Artista Revelação do Ano |
| --- | --- |
| - Karol G - Bad Bunny - Carín León - Eslabon Armado - Feid - Fuerza Regida - Peso Pluma - Rauw Alejandro - Romeo Santos - Shakira | - Young Miko - Bad Gyal - Chino Pacas - Gabito Ballesteros - Majo Aguilar - Peso Pluma - Venesti - Xavi - Yng Lvcas - Zhamira Zambrano |
| Canção do Ano | Álbum do Ano |
| - "TQG" – Karol G & Shakira - "Bailando Bachata" – Chayanne - "El Merengue" – Marshmello & Manuel Turizo - "Ella Baila Sola" – Eslabon Armado & Peso Pluma - "Lala" – Myke Towers - "Según Quién" – Maluma & Carín León - "Shakira: Bzrp Music Sessions, Vol. 53" – Bizarrap & Shakira - "Solo Conmigo" – Romeo Santos - "Un x100to" – Grupo Frontera & Bad Bunny - "Yandel 150" - Yandel & Feid | - Mañana Será Bonito – Karol G - 3men2 Kbrn – Eladio Carrión - Colmillo de Leche – Carín León - Desvelado – Eslabon Armado - El Comienzo – Grupo Frontera - Feliz Cumpleaños Ferxxo Te Pirateamos el Álbum – Feid - Génesis – Peso Pluma - Nadie Sabe Lo Que Va a Pasar Mañana – Bad Bunny - Pa Que Hablen – Fuerza Regida - Playa Saturno – Rauw Alejandro |
| Colaboração do Ano | Colaboração Crossover do Ano |
| - "Yandel 150" – Yandel & Feid - "La Bebé" (Remix) – Yng Lvcas & Peso Pluma - "Según Quién" – Maluma & Carín León - "Shakira: Bzrp Music Sessions, Vol. 53" – Bizarrap & Shakira - "Un x100to" – Grupo Frontera & Bad Bunny | - "Niña Bonita" – Feid & Sean Paul - "Dientes" – J Balvin, Usher & DJ Khaled - "El Merengue" – Marshmello & Manuel Turizo - "Ojalá" – The Rudeboyz, Maluma & Adam Levine - "Vocation" – Ozuna & David Guetta |
| Melhor Artista Crossover | Artista de Streaming do Ano |
| - Marshmello - Adam Levine - David Guetta - DJ Khaled - Drake - Rema - Sean Paul - Usher | - Feid - Bad Bunny - Eslabon Armado - Fuerza Regida - Grupo Frontera - Junior H - Karol G - Peso Pluma - Rauw Alejandro - Young Miko |
| Turnê do Ano | Artista Latino Global do Ano |
| - Soy Rebelde Tour – RBD - Doble P Tour 2023 – Peso Pluma - Fórmula, Vol. 3: La Gira – Romeo Santos - Luis Miguel Tour 2023–24 – Luis Miguel - Mañana Será Bonito Tour – Karol G | - Karol G - Bad Bunny - Feid - Fuerza Regida - Grupo Frontera - Junior H - Maluma - Peso Pluma - Quevedo - Shakira |
| Canção Latina Global do Ano | Dupla ou Grupo Favorito – Pop |
| - "Classy 101" – Feid & Young Miko - "Ella Baila Sola" – Eslabon Armado & Peso Pluma - "Lala" – Myke Towers - "Shakira: Bzrp Music Sessions, Vol. 53" – Bizarrap & Shakira - "Un x100to" – Grupo Frontera & Bad Bunny | - RBD - Camila - Morat - Piso 21 - Reik |
| Artista Pop Favorito | Álbum Pop Favorito |
| - Shakira - Bizarrap - Enrique Iglesias - Manuel Turizo - Sebastián Yatra | - Orquídeas – Kali Uchis - Bailemos Otra Vez – Chayanne - Cupido – Tini |
| Canção Pop Favorita | Artista Urbano Favorito |
| - "Acróstico" – Shakira - "Beso" – Rosalía & Rauw Alejandro - "Fugitivos" – Camila - "Pasa_je_ro" – Farruko - "Una Noche Sin Pensar" – Sebastián Yatra | - Karol G - Bad Bunny - Feid - Rauw Alejandro - Young Miko |
| Álbum Urbano Favorito | Canção Urbana Favorita |
| - Mañana Será Bonito – Karol G - Data – Tainy - LPM (La Perreo Mixtape) – Yng Lvcas - Nadie Sabe Lo Que Va a Pasar Mañana – Bad Bunny - Playa Saturno – Rauw Alejandro | - "Yandel 150" – Yandel & Feid - "Lala" – Myke Towers - "TQG" – Karol G & Shakira - "Un Cigarrillo" – Chencho Corleone - "Where She Goes" – Bad Bunny |
| Melhor Colaboração – Urbana | Artista Regional Mexicano Favorito |
| - "Classy 101" – Feid & Young Miko - "Arranca" – Becky G & Omega - "Borracho y Loco" – Yandel & Myke Towers - "Hey Mor" – Ozuna & Feid - "Me Porto Bonito" – Bad Bunny & Chencho Corleone | - Carín León - Gabito Ballesteros - Iván Cornejo - Junior H - Peso Pluma |
| Dupla ou Grupo Favorito – Regional Mexicano | Álbum Regional Mexicano Favorito |
| - Grupo Frontera - Calibre 50 - Eslabon Armado - Fuerza Regida - Los Ángeles Azules | - Génesis – Peso Pluma - Desvelado – Eslabon Armado - Colmillo de Leche – Carín León - El Comienzo – Grupo Frontera - Pa Las Baby's y Belikeada – Fuerza Regida |
| Canção Regional Mexicana Favorita | Melhor Colaboração – Regional Mexicana |
| - "TQM" – Fuerza Regida - "Di Que Sí" – Grupo Marca Registrada & Grupo Frontera - "Difícil Tu Caso" – Alejandro Fernández - "Dirección Equivocada" – Calibre 50 - "Indispensable" – Carín León | - "Ella Baila Sola" – Eslabon Armado & Peso Pluma - "Bebe Dame – Fuerza Regida & Grupo Frontera - "El Amor de Su Vida" – Grupo Frontera & Grupo Firme - "Pa' Olvidarme De Tus Besos" – Lenin Ramírez & Banda MS - "Qué Agonía" – Yuridia & Ángela Aguilar                                                                                                   |
| Artista Tropical Favorito | Canção Tropical Favorita |
| - Romeo Santos - Carlos Vives - Luis Figueroa - Marc Anthony - Prince Royce | - "Solo Conmigo" – Romeo Santos - "Bailando Bachata" – Chayanne - "Bandido" – Luis Figueroa - "La Falta Que Me Haces" – Natti Natasha - "Me EnRD" – Prince Royce |
| Melhor Colaboração – Tropical | |
| - "El Merengue" – Marshmello & Manuel Turizo - "Ambulancia" – Camilo & Camila Cabello - "Asi es la Vida" – Enrique Iglesias & María Becerra - "La Fórmula" – Maluma & Marc Anthony - "Si Tú Me Quieres" – Fonseca & Juan Luis Guerra | |